# نيبويشا بوبوفيتش
نيبويشا بوبوفيتش (بالصربية: Небојша Поповић) مواليد 08 فبراير 1923 في صربيا - الوفاة 20 أكتوبر 2001، كان مدرب كرة سلة صربي ولاعب. بدأ مسيرته الاحترافية في سنة 1945. لعب مع نادي ريد ستار لكرة السلة. اعتزل اللعب في 1952. دخل قاعة مشاهير الاتحاد الدولي لكرة السلة.

## سجل المنافسة
شارك في المنافسات التالية:
- بطولة أمم أوروبا لكرة السلة 1947
- بطولة أمم أوروبا لكرة السلة 1953

## روابط خارجية
- نيبويشا بوبوفيتش على موقع الاتحاد الدولي لكرة السلة (الإنجليزية)